# Servizio statale dell'Ucraina per le emergenze
Il Servizio statale dell'Ucraina per le emergenze (in ucraino Державна служба України з надзвичайних ситуацій?, Deržavna služba Ukraïny z nadzvyčajnych sytuacij, abbreviato DSNS) è l'organo statale ucraino responsabile dei sistemi di protezione civile, risposta alle emergenze, soccorso e prevenzione delle emergenze, oltre ad essere il diretto responsabile dell'amministrazione della zona di alienazione e a gestire un proprio servizio meteorologico. Il Servizio, istituito nel 2012 alle dipendenze del Ministero della difesa, sostituisce il precedente Ministero delle situazioni di emergenza e dal 2014 dipende dal Ministero degli affari interni.

## Storia

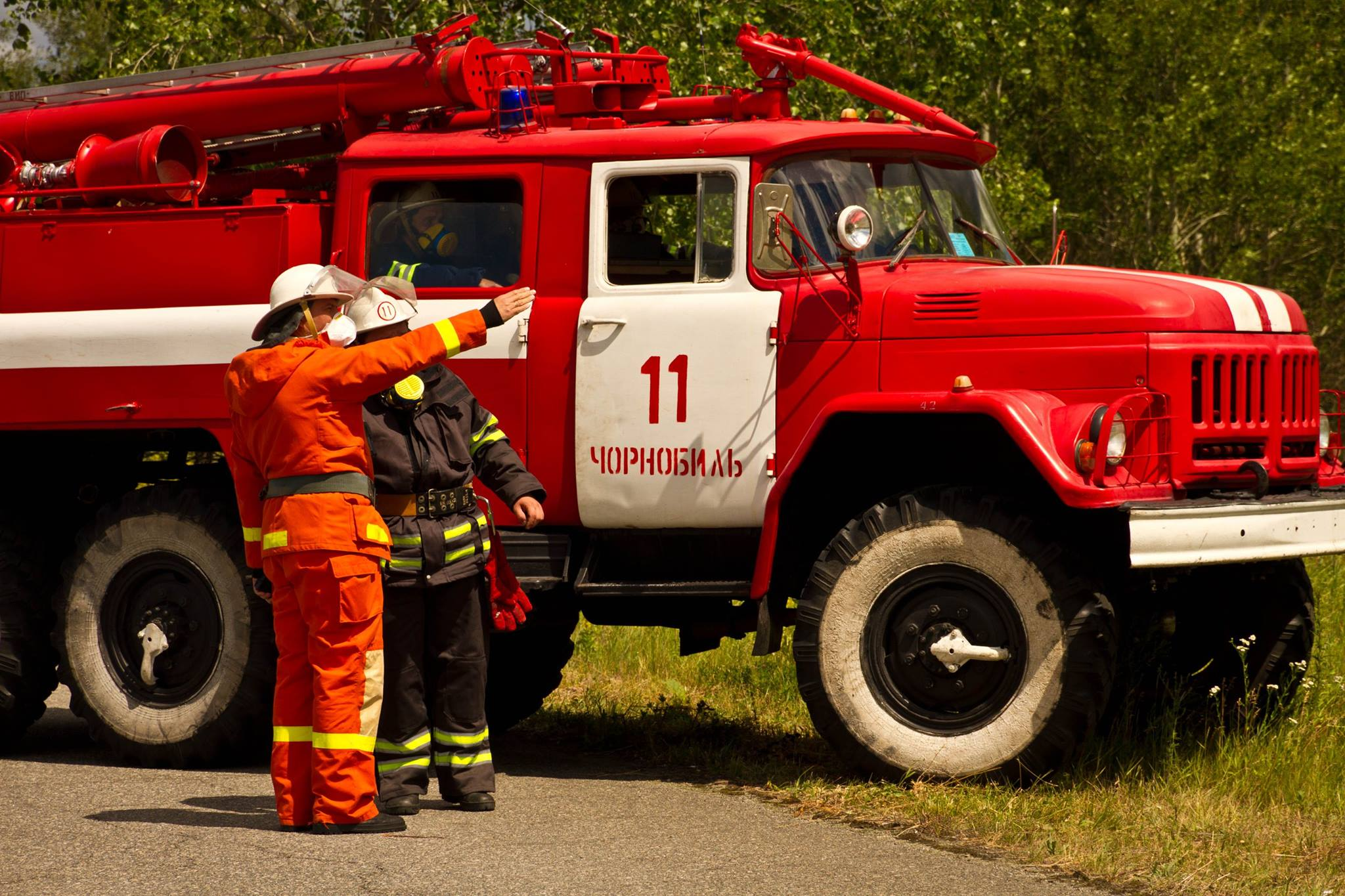
ZIL-131 dei vigili del fuoco di Černobyl' nel 2019

Dopo che l'Ucraina ha ottenuto l'indipendenza nel 1991 i compiti di difesa civile, prevenzione incendi, prevenzione e gestione delle emergenze e gestione della situazione relativa al disastro di Černobyl' erano affidati a tre dipartimenti distinti: la protezione civile, il Ministero per la protezione della popolazione dalle conseguenze dell'incidente di Černobyl' e la Direzione antincendi del Ministero dell'interno.
Nel 1996 con decreto del presidente Leonid Kučma è stato istituito il Ministero delle emergenze e protezione della popolazione dalle conseguenze dell'incidente di Černobyl, che riuniva in un'unica funzione tutti i compiti fino al momento assolti dai tre enti esistenti. Le forze di protezione civile erano organizzate militarmente ed avevano il compito di intervenire in caso di emergenze.
Con decreto del 27 gennaio 2003 l'amministrazione dei vigili del fuoco è passata dal Ministero degli affari interni al Ministero delle emergenze. Sempre nel 2003, con un decreto del 19 dicembre, è stata avviata la transizione da corpo militare a corpo civile, comprendente sia i vigili del fuoco che la protezione civile, che si è conclusa nel 2005.
Nel 2010 il Ministero delle emergenze e protezione della popolazione dalle conseguenze dell'incidente di Černobyl' è stato riorganizzato nel Ministero delle situazioni di emergenza dell'Ucraina. Il 24 dicembre 2012 il Ministero delle situazioni di emergenza è stato trasformato nel Servizio statale per le emergenze e collocato alle dipendenze del Ministero della difesa.
Il 25 aprile 2014 il Servizio è stato trasferito al Ministero degli affari interni.

## Organizzazione
Direzione centrale del Servizio statale per le emergenze:
- Dipartimento di prevenzione delle emergenze: responsabile del controllo sull'osservanza delle leggi sulla prevenzione
- Dipartimento per la sicurezza interna e la lotta alla corruzione: ente di controllo interno in merito a corruzione e abuso d'ufficio
- Dipartimento di risposta alle emergenze: responsabile dei servizi di soccorso

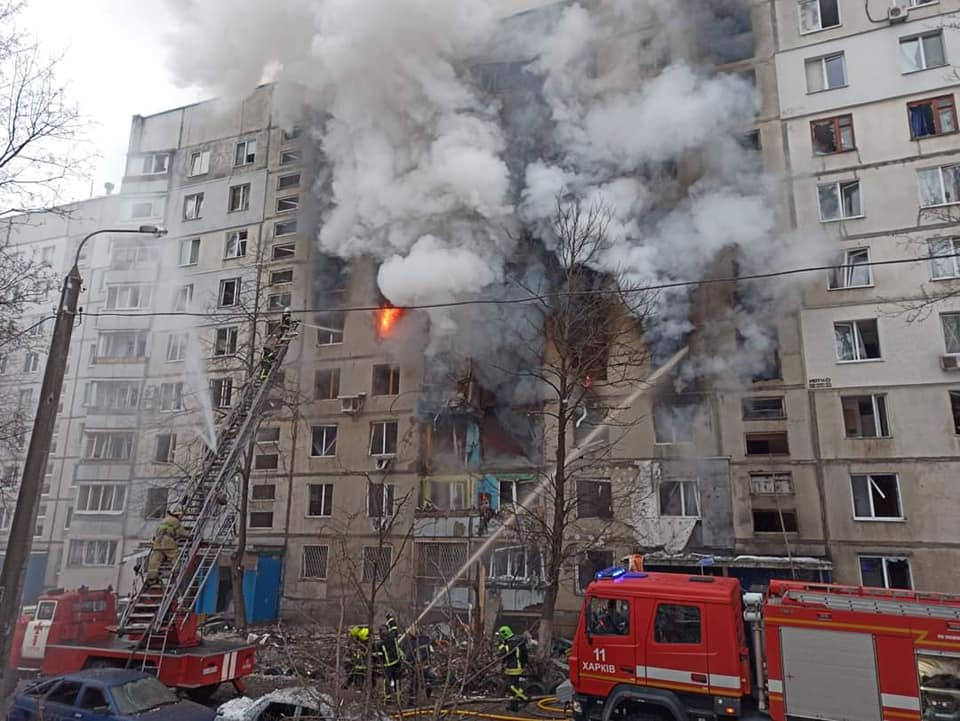
Vigili del fuoco intervengono dopo un bombardamento a Charkiv

- Dipartimento di organizzazione delle misure di protezione civile: responsabile dell'attuazione delle politiche statali in ambito di protezione civile
- Dipartimento di economia e finanze: responsabile dell'amministrazione economica e finanziaria e dell'organizzazione del lavoro
- Dipartimento di supporto alle risorse: gestisce la logistica e i beni immobili, coordina gli enti territoriali del Servizio ed elabora documenti e procedure interne
- Dipartimento amministrativo: pianifica le attività del Servizio e gestisce le pratiche legali
- Dipartimento del personale: amministra le risorse umane
- Dipartimento di ricerca e soccorso aereo: pianifica il soccorso aereo e gestisce il distaccamento aeronautico
- Dipartimento di idrometeorologia: gestisce l'attività idrometeorologica statale
- Gestione legale: verifica la rispondenza alle normative
- Dipartimento di integrazione europea e cooperazione internazionale: assicura e coordina la cooperazione tra il Servizio e enti omologhi europei e le Nazioni Unite e coordina l'attuazione delle misure sull'integrazione europea
- Dipartimento di revisione interna: coordina il sistema di auditing
- Dipartimento delle relazioni con i media e pubbliche relazioni: gestisce la comunicazione e l'informazione verso la stampa e i cittadini
- Dipartimento per l'attuazione delle riforme degli organi e delle suddivisioni della protezione civile: coordina le riforme interne e il miglioramento continuo
- Dipartimento per il supporto medico, la protezione medica e biologica e la sicurezza sul lavoro: responsabile dell'attuazione delle politiche in materia sanitaria, assistenza sanitaria per il personale e assistenza medica alla popolazione in caso di calamità

Reparti specializzati:
- Centro interregionale di risposta rapida (Romny)[9]
- Centro di soccorso mobile (Kiev)
- Centro interregionale per lo sminamento e la risposta rapida (Vatutine)[10]

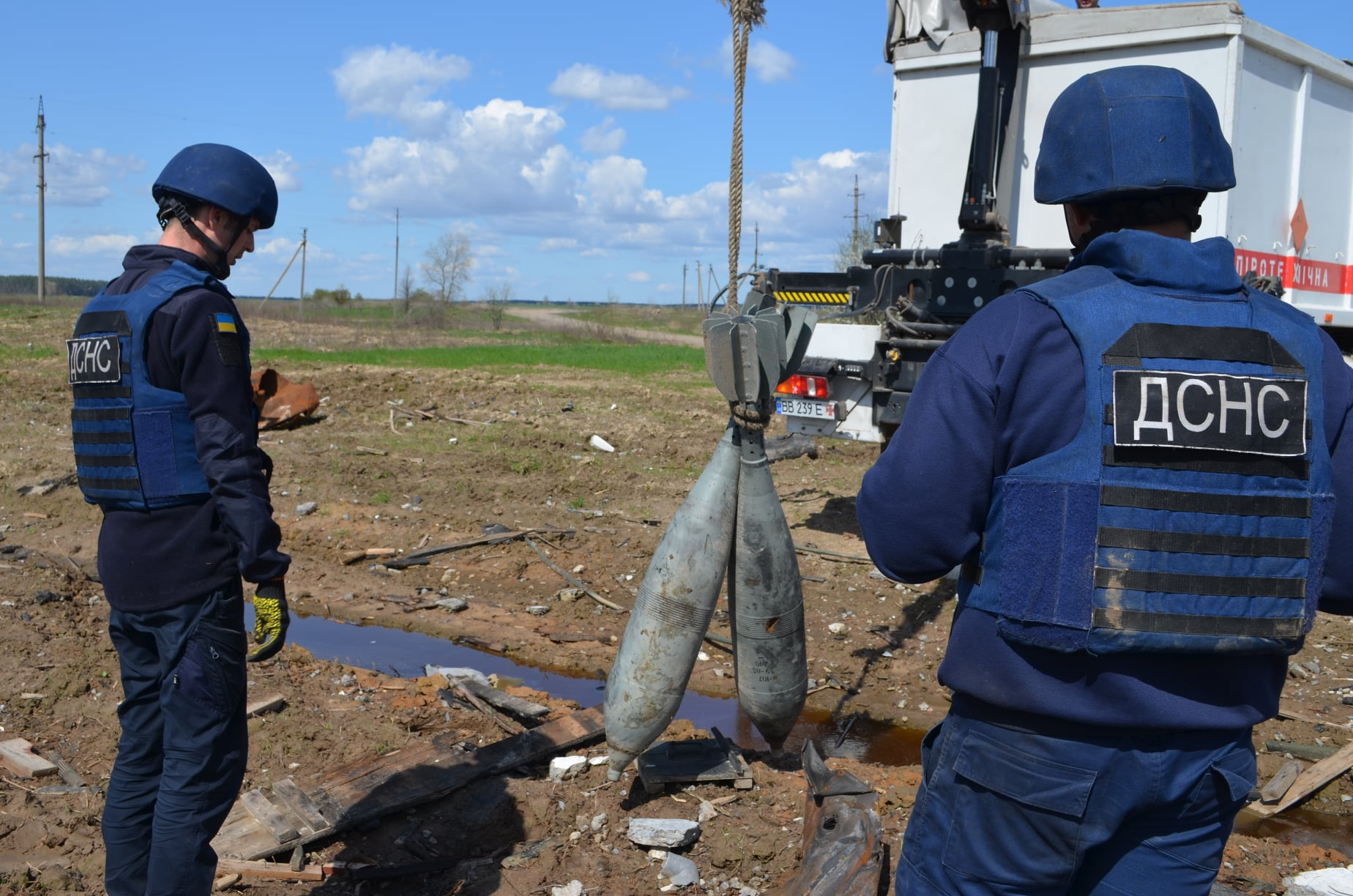
Rimozione di due bombe durante l'invasione russa dell'Ucraina del 2022

- 2º centro speciale di risposta rapida (Drohobyč)
- 3º centro speciale di risposta rapida (Žerebkove)
- Distaccamento speciale dell'aviazione del Servizio statale per le emergenze (Nižyn)
- Centro di certificazione statale (Kiev)
- Centro per le comunicazioni operative, i sistemi di telecomunicazione e le tecnologie dell'informazione (Kiev)
- Centro di comunicazione e gestione (Perejaslav)
- Centro per il soccorso civile (Kiev)
- Centro psicologico (Kiev)
- Centro medico (Kiev)
- Distaccamento paramilitare statale di soccorso (Kryvyj Rih): specializzato in operazioni di soccorso in miniera
- Distaccamento paramilitare di soccorso di Dnipro[11]

## Gradi
| Posizione      | Generali         | Generali                              | Generali                           | Generali                       | Ufficiali superiori  | Ufficiali superiori             | Ufficiali superiori | Ufficiali inferiori | Ufficiali inferiori             | Ufficiali inferiori | Ufficiali inferiori             | Allievi ufficiali         |
| -------------- | ---------------- | ------------------------------------- | ---------------------------------- | ------------------------------ | -------------------- | ------------------------------- | ------------------- | ------------------- | ------------------------------- | ------------------- | ------------------------------- | ------------------------- |
| Controspallina |                  |                                       |                                    |                                |                      |                                 |                     |                     |                                 |                     |                                 |                           |
| Grado          | Generale Генерал | Colonnello generale Генерал-полковник | Tenente generale Генерал-лейтенант | Maggior generale Генерал-майор | Colonnello Полковник | Tenente colonnello Підполковник | Maggiore Майор      | Capitano Капітан    | Primo tenente Старший лейтенант | Tenente Лейтенант   | Sottotenente Молодший лейтенант | Allievo ufficiale Курсант |

| Posizione      | Sottufficiali                                   | Sottufficiali                 | Sottufficiali    | Truppa          |
| -------------- | ----------------------------------------------- | ----------------------------- | ---------------- | --------------- |
| Controspallina |                                                 |                               |                  |                 |
| Grado          | Sergente maggiore capo Головний майстер-сержант | Sergente capo Майстер-сержант | Sergente Сержант | Soldato Рядовий |

## Mezzi aerei
| Aeromobile                  | Origine | Tipo                                     | Versione (denominazione locale) | In servizio | Note | Immagine         |
| Aerei per impieghi speciali |         |                                          |                                 |             | |                  |
| Antonov An-32               | Ucraina | aereo antincendio                        | An-32P                          | 4           | In grado di trasportare 8 000 l di acqua, può essere convertito in aereo da trasporto di persone o merci e in aeroambulanza. |                  |
| Antonov An-30               | Ucraina | aereo da sorveglianza e fotoricognizione | An-30                           | 2           | Utilizzato anche per trasporto merci o fino a 18 passeggeri.                                                                 | su jetphotos.com |
| Aerei da trasporto          |         |                                          |                                 |             | |                  |
| Antonov An-26               | Ucraina | aereo da trasporto                       | An-26                           | 2           | In grado di trasportare fino a 40 passeggeri, 24 barelle o 5 500 kg di merci                                                 |                  |
| Elicotteri                  |         |                                          |                                 |             | |                  |
| Mil Mi-8                    | Russia  | elicottero utility                       | Mi-8T/TV                        | 9           | |                  |
| Eurocopter EC 145           | Francia | elicottero utility                       | EC145                           | 2           | 2 esemplari in servizio dal 2009.                                                                                            |                  |
| Eurocopter EC225 Superpuma  | Francia | elicottero utility                       | EC225LP                         | 5           | 5 esemplari di seconda mano ordinati nel 2018.                                                                               |                  |